# Hydrelia risata
Hydrelia risata är en fjärilsart som beskrevs av Achille Guenée 1858. Hydrelia risata ingår i släktet Hydrelia och familjen mätare. Inga underarter finns listade i Catalogue of Life.